# Cariama cristata
La seriema de patas rojas, cariama crestada, chuña patirroja, chuña de patas rojas, chuña patas rojas o socori (Cariama cristata) es una especie de ave de la familia Cariamidae y única representante del género Cariama, incluido tradicionalmente en el orden Gruiformes, pero colocados hoy en día en un orden Cariamiformes (junto con otras tres familias extintas). Es una predadora principalmente terrestre. Habita praderas de Brasil desde el sur de la selva amazónica hasta Uruguay y el norte de Argentina. El área sobre la que se distribuye se estima en 5,9 millones de km². La especie está ausente de la Mata Atlántica y de las tierras altas a lo largo de la costa de Brasil.

## Descripción

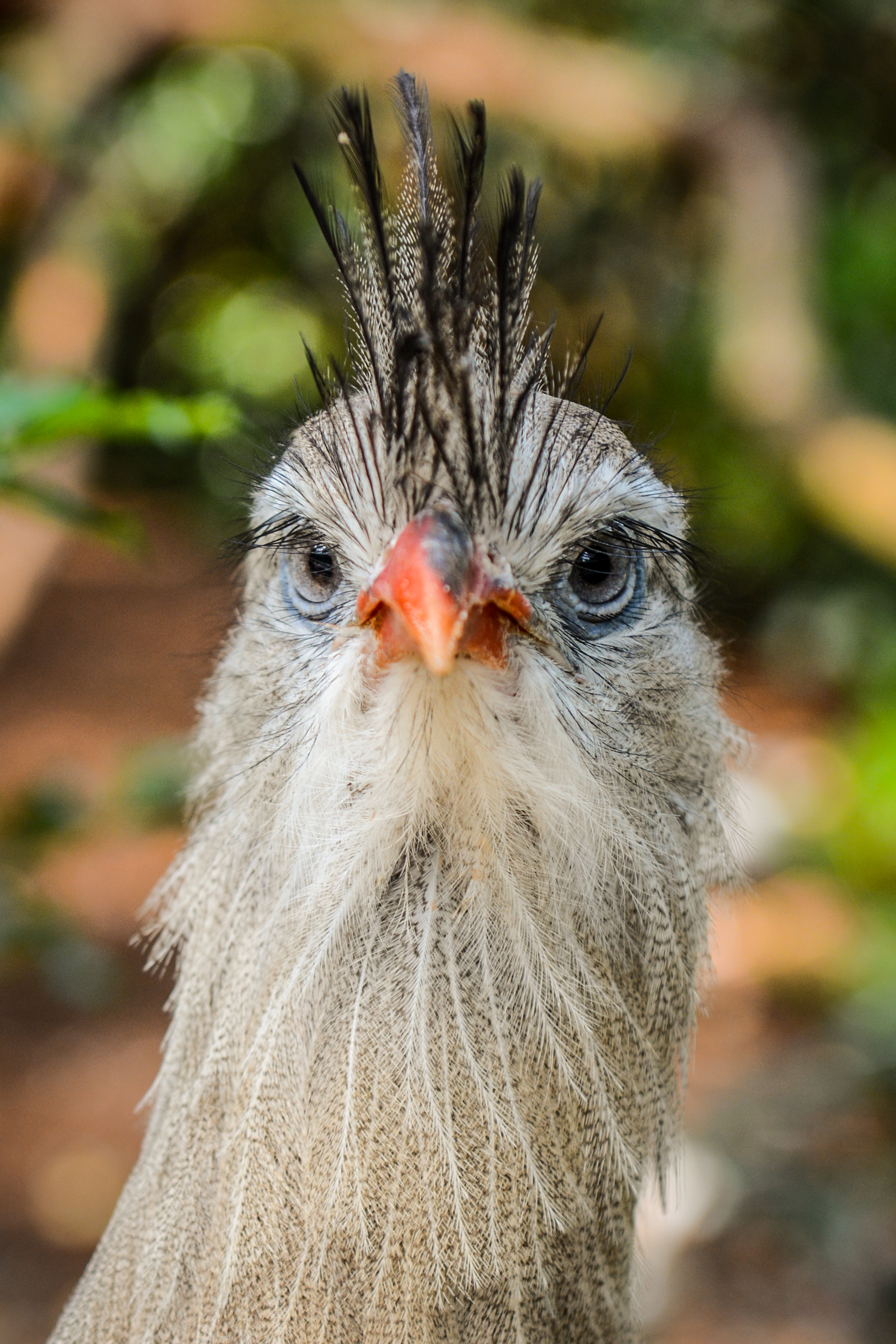
Vista frontal

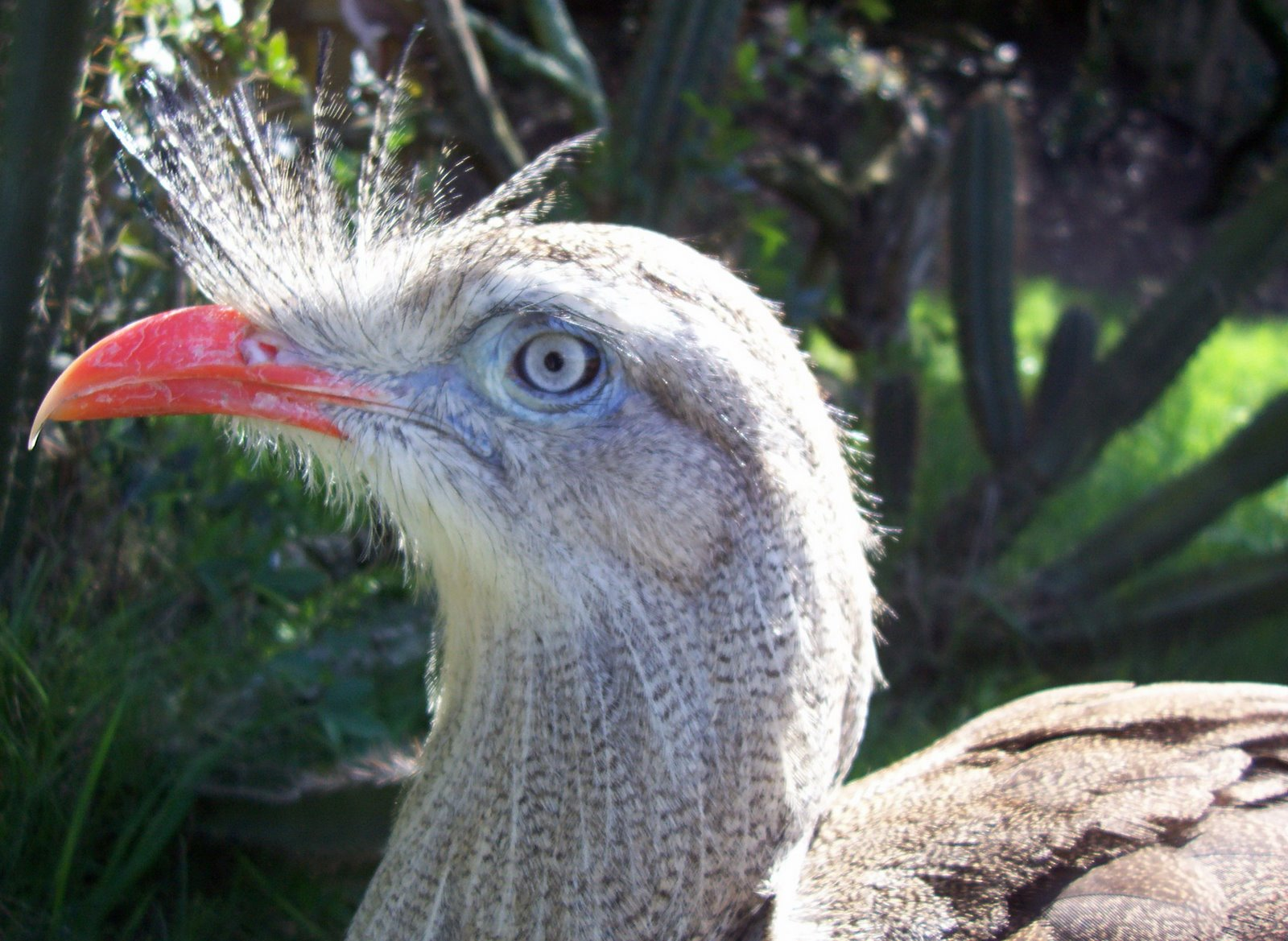
plano de la cabeza.

Tiene una altura de 75 a 90 cm, con el cuello relativamente largo. Posee unas patas robustas. El plumaje es pardo-grisáceo con manchas marrones sobre negro, marrón claro en la cabeza, el cuello y pecho, y blanco en el vientre. La cola tiene una banda de negro cerca de la punta y punta blanca. El pico y las patas son de color rojo, y los ojos son de color amarillo. Plumas suaves emergen de la base del pico para formar un abanico o una especie de cresta. Muchas otras características son compartidas con la Seriema de patas negras (Chunga burmeisteri), el otro miembro vivo de su familia.
Su canto tiene una calidad descrita como "un cruce entre" el ladrido de un perro joven y el cacareo de los pavos". En la parte más fuerte de la canción, el pájaro tiene su cuello doblado de manera que su cabeza está tocando su espalda. Ambos miembros de la pareja, así como pequeños a la edad de dos semanas cantan, a menudo uno de los miembros de una familia comienza una canción cuando otro ha terminado, o dos cantan simultáneamente. La canción se puede escuchar a varios kilómetros a la redonda. En él parque nacional de las Emas, Brasil, entre 1981-1982, los observadores escucharon a cuatro seriemas de patas rojas cantando a la vez.
La canción completa consta de tres secciones:
1. Notas únicas repetidas a paso constante (1.200 a 1.300 Hz) y con la misma duración pero acelerando el tempo.
2. Repetición de dos o tres subfrases con notas de tono ligeramente más alto, con ritmo creciente.
3. Subfrases de hasta 10 notas, más cortos, subiendo de tono y las más largas caídas, dos subfrases, aumento en el número de notas y el ritmo y a continuación disminución en el ritmo.

## Ecología

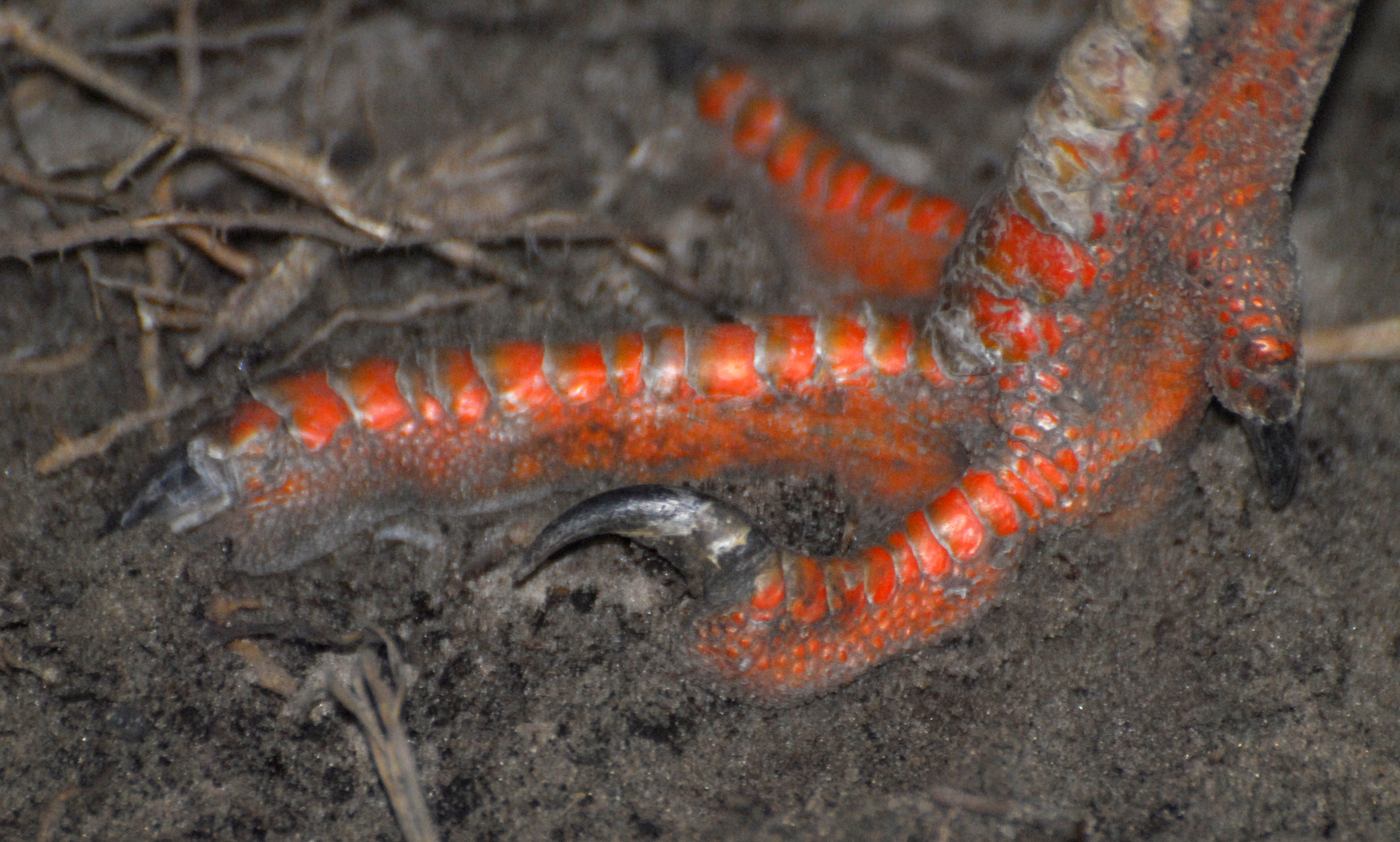
Chuña de patas rojas.

Prefiere habitar pastizales a cualquier otro lugar, aunque se presenta en estepas y bosques de bajo porte. A pesar de que le gusta a habitar exuberantes prados cercanos a los ríos, no pasará fácilmente a los humedales colindantes ni a los campos de cultivo. Se les observa habitualmente solos o en parejas, pero a veces en grupos de hasta cuatro, al parecer familias. Normalmente camina por el suelo y pueden correr más rápido que un ser humano, a velocidades de hasta 25 km/h antes de volar.
Esta especie anida en el suelo o en un arbusto o árbol de hasta 3 m. En los adultos este último caso, saltan del nido en lugar de volar.
Cazan reptiles e insectos en el suelo, ocupando el mismo nicho que el secretario africano (Sagittarius serpentarius).